# Claude C. Matlack
Claude Carson Matlack (1878-1944) est un photographe nord-américain dont l'œuvre se divise en deux périodes bien distinctes. D'abord (de 1896 à 1916) observateur désintéressé d'une communauté rurale du Kentucky profond touchée par la "Progressive Era" (ère progressiste américaine), Matlack devient ensuite photographe commercial dans la Floride agitée des Roaring Twenties ("années folles"), puis il est témoin de la grande dépression et de L'Entre-deux-guerres américaines.

## Biographie

### Jeunesse
Matlack  naît à Louisville (Kentucky) le 30 octobre 1878. Son père, William Henry Matlack, est maître-artisan en plomberie : il a acheté en 1877 l’entreprise  de plomberie-chauffage dans laquelle il a débuté comme apprenti, et pendant les quatre décades suivantes, il fabrique et vend des appareils de chauffage et des sanitaires (en particulier un brûleur à gaz de son invention) et installe l’éclairage au gaz puis à l’électricité à Louisville et dans les environs. Figure représentative de la plomberie au niveau national, Matlack père revend son entreprise en 1926, mais il continue jusqu’à sa mort (en 1926) à travailler pour le réseau sanitaire de Louisville.
Si le père de Matlack est un autodidacte, sa mère (née Minnie Freeman) a reçu une éducation supérieure, a suivi des cours d’art à Paris, voyage. Elle est à la fois artiste et technicienne : elle est férue de photographie, dessine les plans d’au moins 200 résidences. En 1896, elle accompagne comme photographe officiel un groupe de touristes en Palestine, en Égypte et en Europe.
Claude, aîné de trois enfants, fait des études supérieures, et obtient le diplôme d’ingénieur à l’Université Purdue de West Lafayette (Indiana). Il est déjà bon photographe : ses premiers clichés connus sont des vues du campus de Purdue, ainsi que des photos de ses amis et de sa famille.

### L'Oneida Baptist Institute
La photo la plus nette de Claude Matlack est celle sur laquelle il figure assis sous un arbre (autoportrait ?) en été : mince, jeune (25 ans environ), visage ouvert, traits réguliers, front large, cheveux clairs coiffés « la raie au milieu », lunettes à fine monture, un air d'intellectuel timide doué du sens de l'humour.
En 1902, Claude Matlack a 24 ans et travaille comme directeur associé dans l’entreprise familiale. Lors d’un déplacement professionnel il rencontre dans le train un baptiste  (la famille Matlack est très active et connue parmi les baptistes), qui se trouve être un des bienfaiteurs et administrateurs de l’Oneida Baptist Institute.
Cette école a été fondée par une figure locale, James Anderson Burns (1865-1945). Ce bûcheron du comté de Clay (Kentucky) surnommé Burns des Bois a eu une illumination en 1888, a mis un terme à la vendetta (feud) qui opposait les Burns aux Combs, a étudié chez les Baptistes, est devenu prêcheur et a fondé à Oneida (Clay County, Kentucky) avec un autre prêcheur baptiste, H. L. McMurrey, une école pour les enfants de la région. Elle deviendra le Oneida Baptist Institute (en) (OBI), qui apporte instruction et soins médicaux aux habitants du comté de Clay.
Invité pour une semaine à Oneida, Claude Matlack deviendra un commensal assidu de l'OBI pendant les 14 années suivantes : jusqu’en 1916 (date de son mariage et de son départ pour la Floride), il travaille à l’institution pendant les vacances d’été, et photographie les paysages et les habitants du Clay County, ainsi que les médecins, dirigeants, écoliers et employés de l’Institut. On peut juger ainsi sur ses photos prises entre 1902 et 1916 de l'évolution de la population qui s'ouvre au progrès et à la modernité : les enfants en particulier passent de l'état de sauvageon en loques traînant dans des cours de ferme insalubres à celui de jeune étudiant bien habillé, pratiquant le sport, et devenant souvent enseignant de l'OBI après en avoir suivi les cours avec succès.
En même temps que des photos réalistes des paysans locaux (et des portraits de ceux de leurs enfants qui font le pas vers la modernité dans le cadre de la Progressive era) Matlack réalise aussi à Oneida des vues de ses amis (citadins raffinés en visite, qui dénotent dans le village, ou bourgeois satellites de l'Institut) - et des œuvres élégiaques inspirées par la nature. Le contraste entre les photos de familles pauvres et arriérées est typique de cette première période de Matlack.
Cependant les photos de Claude Matlack gardent aussi trace de son activité professionnelle à Louisville (en particulier dans le domaine de l’installation de l’éclairage public à l’électricité) - ainsi que de sa vie mondaine dans la 2e grande ville de l’État : clichés de réunions bourgeoises, repas, sport, pique-niques, fêtes, etc.

### Le Sud
En 1915-1916, Claude Matlack épouse Clara Goode (de Lexington, Kentucky)  et déménage à Miami (Floride) : il passe ainsi directement de l'un des États alors les plus ruraux et traditionalistes des États-Unis à la ville qui va connaître le tourbillon le plus fou (en particulier dans le domaine immobilier)  des Roaring Twenties, les "années folles"  américaines.
Tout en continuant à faire de la photo en amateur, Matlack travaille d'abord à l’installation de réseaux d’eau et d’électricité à Key West et à Dinner Key.
Mais après la fin de la Seconde Guerre mondiale, il abandonne les travaux publics, ouvre à Miami un studio de photographe professionnel, et connaît rapidement le succès dans sa nouvelle activité. Il illustre en particulier tous les évènements mondains des Roaring Twenties (les "rugissantes années ‘20 ") d’un état en plein boom touristique et économique, qui de plus est en proie à une fiévreuse spéculation immobilière et sert de porte d'entrée à l'importation illégale (le Boulevard du Rhum part des Antilles) du flot d'alcool qui entre aux États-Unis malgré la prohibition (1919-1933).
Il retrouve cependant les travaux publics lorsqu’il suit la création de Miami Beach, la nouvelle plage à la mode lancée par le promoteur Carl Graham Fisher, qui veut créer une station balnéaire décontractée à proximité de Miami.
Pour défricher la mangrove qui couvrait le cordon littoral et « assainir » les terrains sur lesquels devaient s’élever les hôtels de luxe et les lotissements de villas style Art déco de Miami Beach, C.G. Fisher utilisa, outre des équipes de travailleurs noirs venus des plantations d'agrumes de son associé John S. Collins (en), des éléphants d’Asie. Après les travaux, il décida de garder les pachydermes et d'en faire des supports de publicité, avec évidemment des photos largement diffusées de "bathing beauties", ("beautés au bain") en maillots de bain, maillots qu’il voulait « les plus petits et moulants possible ». Matlock fait de nombreuses photos de Rosie et de "bathing beauties", contribuant ainsi faire affluer les foules à Miami Beach : le village de pêcheurs sur son cordon littoral (maintenant relié à Miami par le Collins Bridge, un pont sur pilotis qui traverse la baie) verra bientôt sa population augmenter de 440 %.

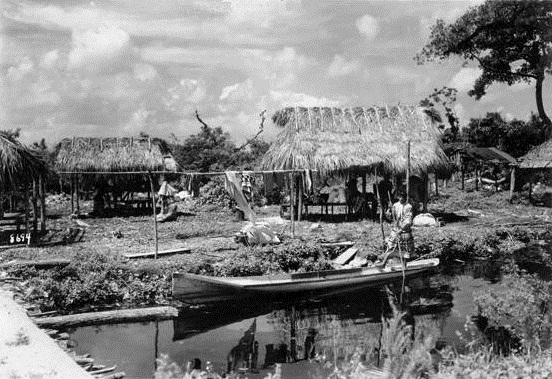
Photographie de Claude Carson Matlack représentant, en arrière-plan, un village d'amérindiens séminoles situé dans les Everglades et, sur le devant, un homme attelé à sa pirogue. Tiré d'une série de clichés effectués entre 1928 et 1929 et consacrés aux villages séminoles. Cette image est datée du 13 juin 1928.

Par ailleurs, Matlock (qui a installé son studio à Miami Beach en 1923) photographie (et filme) de nombreux autres aspects de la vie en Floride : les grands hôtels (fleurons de l'industrie touristique locale, qui s'élèvent partout) et leur clientèle, l’agriculture, les Everglades, la Big Cypress National Preserve, les Florida Keys, Fort Lauderdale, Fort Jefferson (Dry Tortugas), les amérindiens Seminoles (sur Musa Isle) et Miccosukee (le long de la Tamiami Trail), la construction de l’autoroute “ Overseas ”, ainsi que des évènements sportifs (golf, aviation, polo, natation, pêche au gros, régates de voiliers et courses de bateaux à moteurs …), et aussi des catastrophes (tempêtes, ouragans, échouages), etc.
Matlock rapporte aussi des documents de ses voyages aux Bahamas, dans les Montagnes Rocheuses et au Texas (son frère Leonard travaille dans l’Ouest).
Cependant en janvier 1926, l'échouage du trois-mâts Prinz Valdemar (en) (qui obture l'accès maritime à Miami alors que les compagnies ferroviaires ont déjà décidé d'en restreindre l'accès par terre) sonne le coup d'arrêt de la surchauffe floridienne. Suivent le Grand Ouragan de Miami (septembre 1926), puis l'Ouragan d'Okeechobee (Floride) (1928), puis l'apparition de la mouche à fruit qui ruine la culture des agrumes : la bulle immobilière des années 1920 en Floride éclate, avant le krach de 1929 et la grande dépression.
Dans les années 1930, Matlock ouvre une exposition au "Miami Beach Library and Art Center" : A Pictorial History of the Development of Miami Beach.
Cependant la vie conjugale de Matlock connaît des hauts et des bas : il divorce en 1920, se remarie en 1924, a un fils, divorce à nouveau en 1937. Il contracte une maladie cardiaque. Alors qu’il a aménagé un petit studio-appartement et s’est attelé à la tâche de répertorier son fonds, Matlack meurt, le 11 janvier 1944, sans avoir terminé le classement de son œuvre. Il est ensuite oublié.

## Sources
- Claude C. Matlack Collection, University of Louisville Libraries
- http://www.hmsf.org/rc/guides/1952-001.htm